# Südwestafrika-Denkmünze

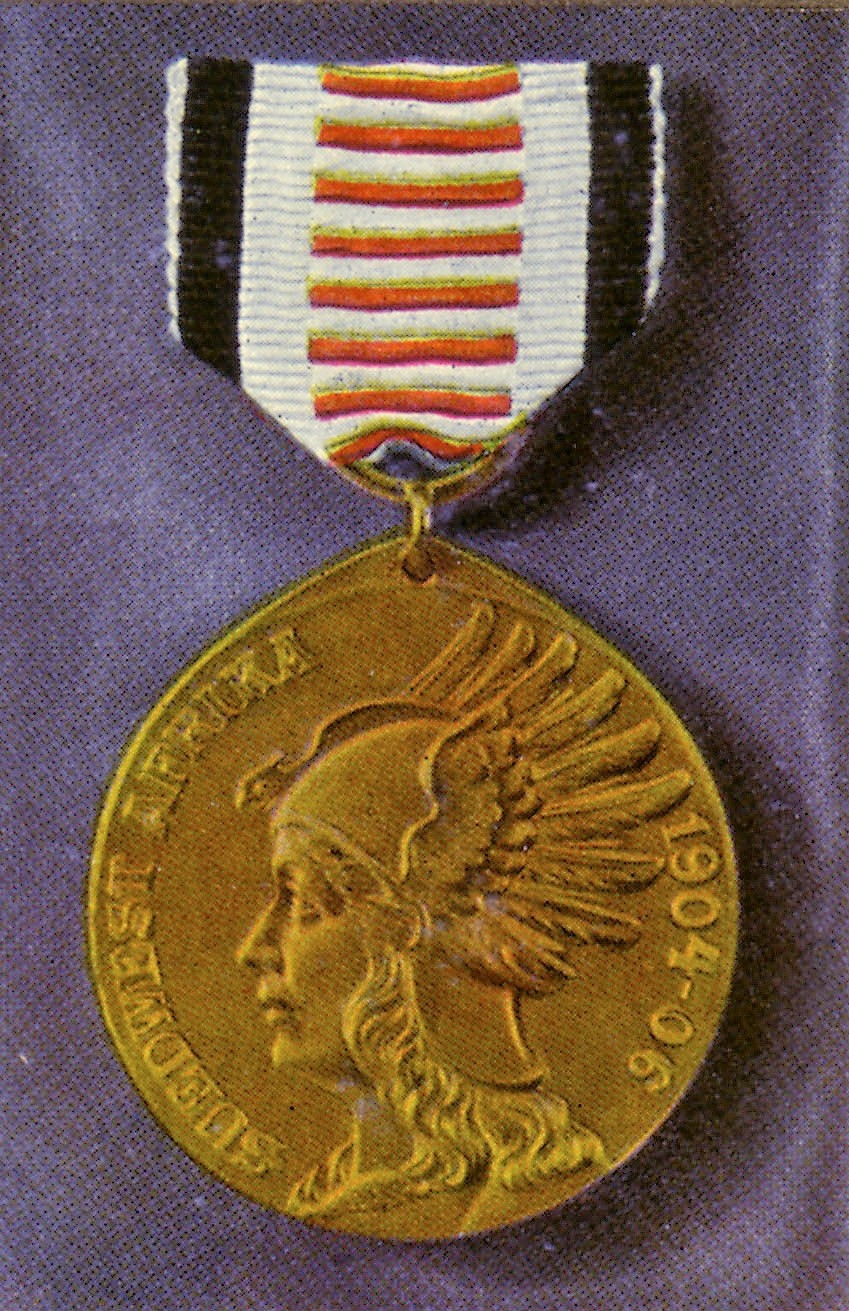
Denkmünze für Deutsch-Südwestafrika

Die Südwestafrika-Denkmünze oder offiziell Denkmünze an den südwestafrikanischen Aufstand 1904–06 wurde am 19. März 1907 von Wilhelm II. in seiner Funktion als Deutscher Kaiser für die Niederwerfung der Aufstände in Deutsch-Südwestafrika (heute: Namibia) gestiftet.
Sie konnte an alle Militärpersonen der deutschen Streitkräfte verliehen werden, die sich durch eine vorwurfsfreie Teilnahme verdient gemacht haben. Eine Verleihung war auch an Zivilpersonen (z. B. Postbeamte) möglich.
Für Kombattanten ist die Medaille aus Bronze, für Nichtkombattanten aus Stahl. Sie zeigt den nach links gewandten Kopf der Germania mit der Umschrift SUEDWEST AFRIKA 1904-06. Rückseitig mittig die von der Kaiserkrone gekrönte Initiale W II, darunter zwei gekreuzte Schwerter und umlaufend die Inschrift DEN SIEGREICHEN STREITERN. Bei der Ausführung für Nichtkombattanten steht dort VERDIENST UM DIE EXPEDITION und statt der Schwerter ist ein Lorbeerzweig abgebildet.
Getragen wurde die Medaille an einem 35 mm breiten Band mit schwarzen und weißen Längs- und in der Mitte mit einem roten und weißen Querstreifen auf der linken Brust.
Zu der Medaille konnten auch die folgenden 16 Spangen verliehen werden, wenn der Beliehene an einem entsprechenden Gefecht teilgenommen hat:
- Herero-Land
- Omaruru
- Onganjira
- Waterberg
- Omaheke
- Groß-Namaland
- Fahlgras
- Toasis
- Karas-Berge
- Groß-Nabas
- Auob
- Nurudas
- Nossob
- Oranje
- Kalahari 1907 (nur an britische Soldaten verliehen)
- Kalahari 1908

Die Spangen sind aus vergoldetem Messing gefertigt und werden durch rückwärtige Splinten auf dem Band befestigt. Bei Teilnahme an mehreren Gefechten wurden die Spangen chronologisch untereinander angebracht.